# Origo (singel)

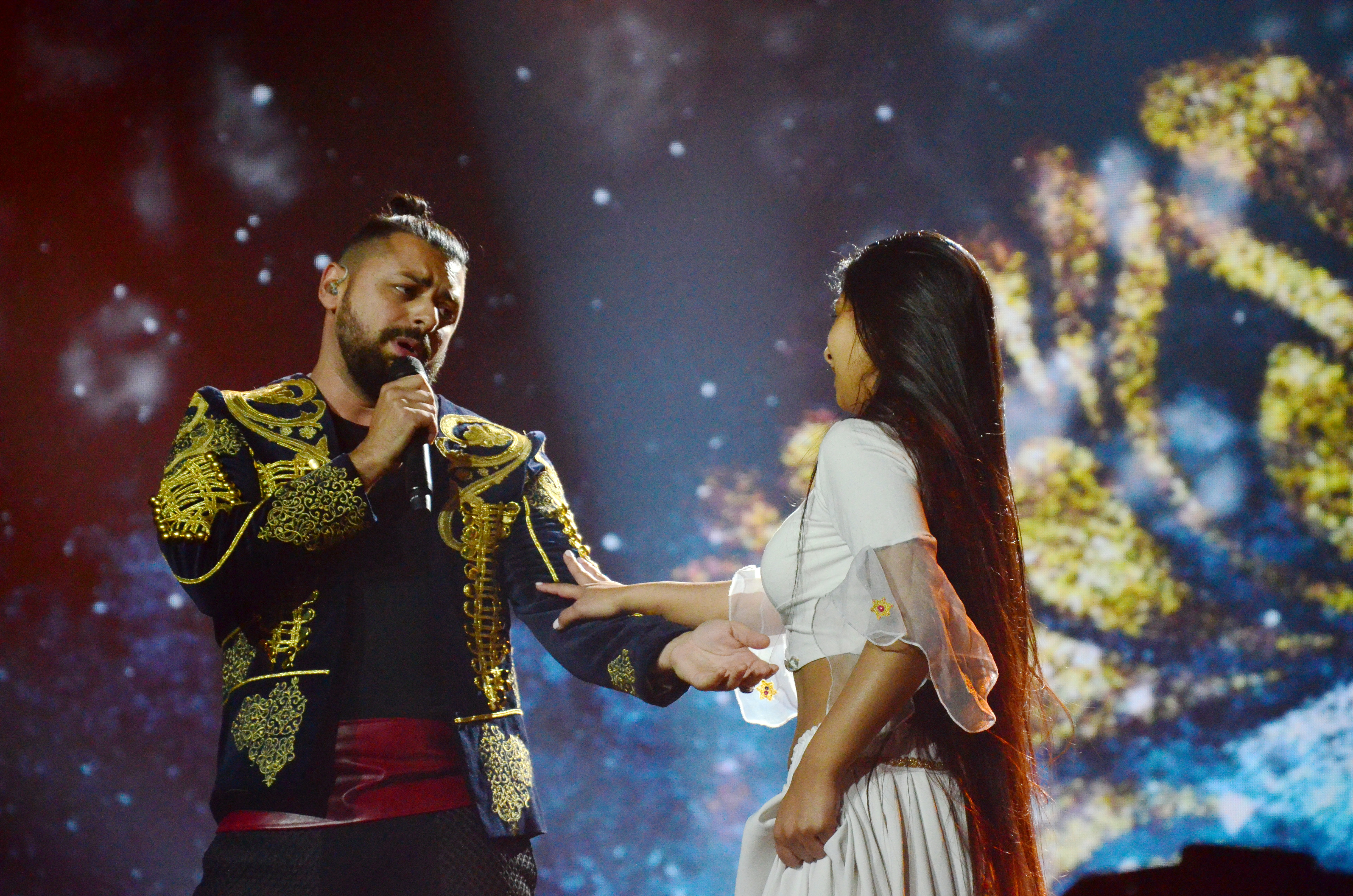
Joci Pápai podczas koncertu na Węgrzech

Origo – utwór węgierskiego piosenkarza Jociego Pápaia wydany w formie singla 4 stycznia 2017 roku nakładem wytwórni Magneoton. Piosenkę napisał sam Pápai.
W 2017 roku utwór wygrał finał krajowego festiwalu A Dal 2017, dzięki czemu reprezentował Węgry w 62. Konkursie Piosenki Eurowizji organizowanym w Kijowie, gdzie zajął 8. miejsce z dorobkiem 200 punktów.

## Lista utworów
Digital download
1. „Origo” – 3:23

## Notowania na listach przebojów
| Kraj  | Lista (2017)                | Najwyższe miejsce |
| ----- | --------------------------- | ----------------- |
| Węgry | Single (track) Top 40 lista | 2                 |